# Lathromeris luci
Lathromeris luci är en stekelart som först beskrevs av Girault 1920.  Lathromeris luci ingår i släktet Lathromeris och familjen hårstrimsteklar. Inga underarter finns listade i Catalogue of Life.